# Côtes-d'Armor
Côtes-d'Armor je francouzský departement ležící v regionu Bretagne. 

## Historie
Do roku 1990 se jmenoval Côtes-du-Nord („severní pobřeží“), což bylo považováno za poměrně matoucí, proto už 1962 bylo doporučeno nové jméno „Armorské pobřeží“, které připomíná historický název Bretaně Armorika a je keltského původu s významem „přímoří“. 

## Prefektura
Prefektura a největší město je Saint-Brieuc.

## Externí odkazy

Mapa arrondissementů a kantonů v departementu Côtes-d'Armor

## Arrondissementy
- Dinan
- Guingamp
- Lannion
- Saint-Brieuc

## Nejvýznamnější města
- Dinan
- Guingamp
- Lannion
- Saint Brieuc

## Sousední departementy
| Růžice kompasu |           |               |                 | Růžice kompasu |
| Růžice kompasu | Finistère | Sever         | Ille-et-Vilaine | Růžice kompasu |
| Růžice kompasu | Finistère | Côtes-d'Armor | Ille-et-Vilaine | Růžice kompasu |
| Růžice kompasu | Finistère | Jih           | Ille-et-Vilaine | Růžice kompasu |
| Růžice kompasu | Morbihan  |               |                 | Růžice kompasu |